# Retablo de Santa Catalina (Monasterio de San Martín Pinario)
El retablo de Santa Catalina es una obra anónima realizada hacia 1763. Está ubicado en la iglesia del Monasterio de San Martín Pinario, en Santiago de Compostela, La Coruña (Galicia, España).

## Historia
La antigua iglesia del Monasterio de San Martín Pinario contaba con un altar dedicado a Santa Catalina de Alejandría desde al menos 1611, ya que en noviembre de ese año figura registrada, en el Libro de Visitas del periodo 1605-1646, la siguiente anotación:

Permitimos se acabe el retablo que dizen está comenzado para el altar de Sancta Catalina como no exceda todo el coste de cuatrocientos reales.: 212 

Dicho altar sería objeto de una renovación en tiempos del abad José Lasanta, cuyo abadiado se extendió de 1759 a 1765, periodo en el que se «hizo y doró el altar de Santa Catalina».: 212  Tanto la autoría del nuevo retablo como su fecha de elaboración resultan desconocidas debido a que el contrato de ejecución no ha llegado a nuestros días; pese a que durante siglos su fábrica no se vinculó a ningún taller de ebanistería, se considera que en su hechura intervino el escultor compostelano José Gambino debido al empleo de motivos de estilo rococó y también al hecho de que el escultor llevaba desde 1760 reformando la capilla mayor del monasterio.: 214  Aunque su paternidad resulta anónima, la tesis de la intervención de Gambino en la factura del retablo queda reforzada puesto que la talla de Santa Catalina que lo preside fue realizada por el artista, quien, de acuerdo con los libros diarios de la comunidad benedictina, recibió un pago de 811 reales por su hechura. José Couselo Bouzas y Ramón Otero Túñez dataron erróneamente la imagen de la santa en 1758 debido a que ambos fecharon el pago en dicho año,: 252 : 363  mientras que Marica López Calderón la sitúa en 1763,: 118  encuadrándola Juan Manuel Monterroso Montero, María del Carmen Folgar de la Calle y Enrique Fernández Castiñeiras más acertadamente en el periodo 1763-1764,: 214  ya que el encargo fue realizado por los monjes a Gambino en 1763 y el pago efectuado en 1764 tal y como consta en el Libro de Mayordomía y Maestría de 1758-1773: «En esta semana se pagó la ymagen de Santa Cathelina (la que hiço Joseph Gambino) para colocar en el altar nuevo de su advocación. Costó la hechura ochocientos onze reales, sávado 25 de Febrero de 1764».: 214 : 701 
Pese a la ausencia del contrato, el hecho de que la talla fuese elaborada entre 1763 y 1764 induce a considerar estos años como fecha aproximada de la hechura del retablo; la Junta de Galicia lo sitúa en 1763 además de adjudicarlo en su totalidad a Gambino, mientras que Folgar de la Calle, José Manuel López Vázquez e Iván Rega Castro, entre otros, encuadran la pieza en el mismo año pero la atribuyen al taller de Gambino en vez de al propio escultor,: 379  con Otero Túñez fechando la policromía hacia 1771, año en que Manuel Landeira cobró varias partidas por diversas pinturas realizadas para el monasterio,: 253  si bien Monterroso Montero, Folgar de la Calle y Fernández Castiñeiras sitúan el cromatismo actual en 1804 debido a que ese año se llevaron a cabo diversos retoques a raíz de un informe realizado por fray Plácido Camiña y Antonio Mariño acerca de la necesidad de intervenir la pintura. De dicho informe, redactado por indicación del abad, se dio cuenta en el Consejo del 20 de junio de 1804 señalándose que «en el retablo de Santa Catalina hallan por conveniente aprovechar todo el oro que se halla en las molduras y adornos y barnizarlos para que tenga más firmeza y lo restante de la obra pintarlo de nuevo al óleo y a pulimento e guardando alguna simetría con el altar de San Bernardo, su coste tres mil reales».: 213 
Al igual que con la autoría del retablo, tampoco se conoce el nombre del responsable de la traza, aunque de acuerdo con Manuel Murguía, el autor de la misma podría ser Camiña,: 201  lego de San Martín Pinario y artífice del diseño del retablo de San Bernardo, con el que el retablo de Santa Catalina forma pareja:

Son suyos los altares colaterales de la capilla del Socorro en la citada iglesia, los de santa Escolástica y el Santo Cristo, y quizás los dos primeros, hoy inservibles, que se encuentran en ambas naves colaterales, pues poseemos el trazado de uno de ellos firmado por Camiña […].: 201 

No obstante, Couselo Bouzas expuso que Murguía pudo haber incurrido en un error debido a que Camiña profesó en 1771:

Nos parece que sufrió una equivocación el Sr. Murguía, pues si Camiña profesó en 1771 no pudo ser el autor de los planos de los citados retablos por la sencilla razón de que no podían estar inservibles en un período de tiempo de quince años que tendrían de vida cuando se hicieron los actuales, de San Bernardo y Santa Catalina, cuya traza creemos fuese de Camiña, como la del de Santa Gertrudis.: 212 

Por su parte, Monterroso Montero, Folgar de la Calle y Fernández Castiñeiras citan como probable artífice de la traza a Manuel de los Mártires, arquitecto activo en el monasterio durante el abadiado de Lasanta, aunque se cree que empezó a trabajar en el cenobio ya en 1749 (año de la muerte de Fernando de Casas) y que su labor duró hasta su fallecimiento, que debió producirse hacia 1772, año de la última noticia conocida sobre su actividad.: 212 
Independientemente de las discrepancias sobre la autoría de la traza y la data de ejecución de la policromía, se conoce gracias a Couselo Bouzas que para 1932 el retablo ya llevaba varios años presidido por una imagen de Santa Cecilia, instalada en la estructura por deseo de los músicos, de quienes la santa es patrona. La talla de Santa Catalina, en vez de ser dispuesta en otro altar dentro del monasterio, fue sin embargo relegada a un sótano, tras lo cual la imagen, muy mutilada, sería reubicada en un pequeño altar emplazado en la antesacristía:

Hace años han quitado de su propio altar Santa Catalina, poniendo en su lugar Santa Cecilia, para satisfacer caprichos de músicos; aquella imagen, muy hermosa por cierto, fué arrinconada en un sótano; pasado tiempo alguna alma compasiva la ha redimido de aquel cautiverio, mutilada y maltrecha, colocándola en un pequeño altar que hay en la antesacristía. ¡Los hombres y las comunidades hacen así!: 363 

## Descripción

### Arquitectura
Ubicado en la nave de la epístola, en una diminuta estancia en penumbra anexa a la Capilla de la Virgen del Socorro, el retablo, al igual que el de la capilla mayor de la iglesia del Convento de las Huérfanas de Compostela, obra de Francisco de Lens y estrechamente relacionado con Gambino, consta de un cuerpo con tres calles, altar, banco y ático adaptado a la forma semicircular de la bóveda de casetones que remata la capilla. La planta es quebrada debido a que las columnas de los extremos están adelantadas, lo que provoca que el centro, conformado por un nicho, se retrotraiga mediante la convergencia oblicua de las calles laterales, completamente planas y decoradas con motivos asimétricos, recordando en su conjunto a los grabados de Gilles-Marie Oppenordt,: 253  más de veinte años anteriores a la ejecución del retablo. Tanto los paneles de los extremos como el intradós del arco artesonado que enmarca la hornacina abocinada del cuerpo se encuentran plagados de motivos de rocalla, mientras que a ambos lados del nicho destaca una delicada ornamentación de candelieri suspendida de la cabeza de un querubín, este último adorno presente también a modo de relleno en las enjutas debajo del entablamento en un claro ejemplo de horror vacui, siendo la factura de los ángeles, de una morbidez tierna, plenamente ajustada al estilo del taller de Gambino. En lo tocante al altar, este presenta superficies cóncavas y convexas en un despliegue de formas sinuosas resaltadas gracias al dorado sobre un fondo jaspeado en azul que aporta gran viveza a los detalles arquitectónicos alternándose con tonos rojizos. El brillo de los relieves dorados, en combinación con los suaves matices del marmoleado, produce un efecto de gran refinamiento muy del gusto rococó, si bien su ejecución es cuatro décadas posterior al apogeo de esta tendencia artística.: 214 
En cuanto a la estructura, característica que prima notablemente sobre lo ornamental, los pilares son abombados y poseen fuste liso, asentándose sobre basas áticas y coronándose con capiteles de orden compuesto, por encima de los cuales se erigen prominentes filetes; los de los extremos fungen como soporte del arco que remata el conjunto, mientras que de los interiores parten pilastras que sirven de marco al nicho del ático, hallándose toda la obra coronada por un óvalo cubierto de rocalla. Las pilastras, al igual que el nicho del cuerpo, cuentan con decoración de candelieri, mientras que cinco cabezas de querubines sobre un delicado motivo de rocalla dividen la rosca del arco en cinco secciones además de corresponderse con cada una de las cuatro columnas. Cabe destacar que el fondo de la hornacina del cuerpo se decora con una vidriera realizada en el siglo xx por Roberto González del Blanco, autoría descubierta en 1999 durante una restauración con motivo de la exposición Santiago. San Martín Pinario.: 215  En definitiva, toda la obra se halla muy próxima a los cánones impuestos por el barroco italiano y la misma se encuentra a medio camino entre el tardo barroco y el rococó, diferenciándose en gran medida de la recargada ornamentación de los retablos diseñados por Casas puesto que su estructura hace gala de una marcada sobriedad y austeridad, detalle que presagia los inicios del neoclasicismo, estética que imperaría en el siglo xix.

### Imaginería

#### Santa Catalina

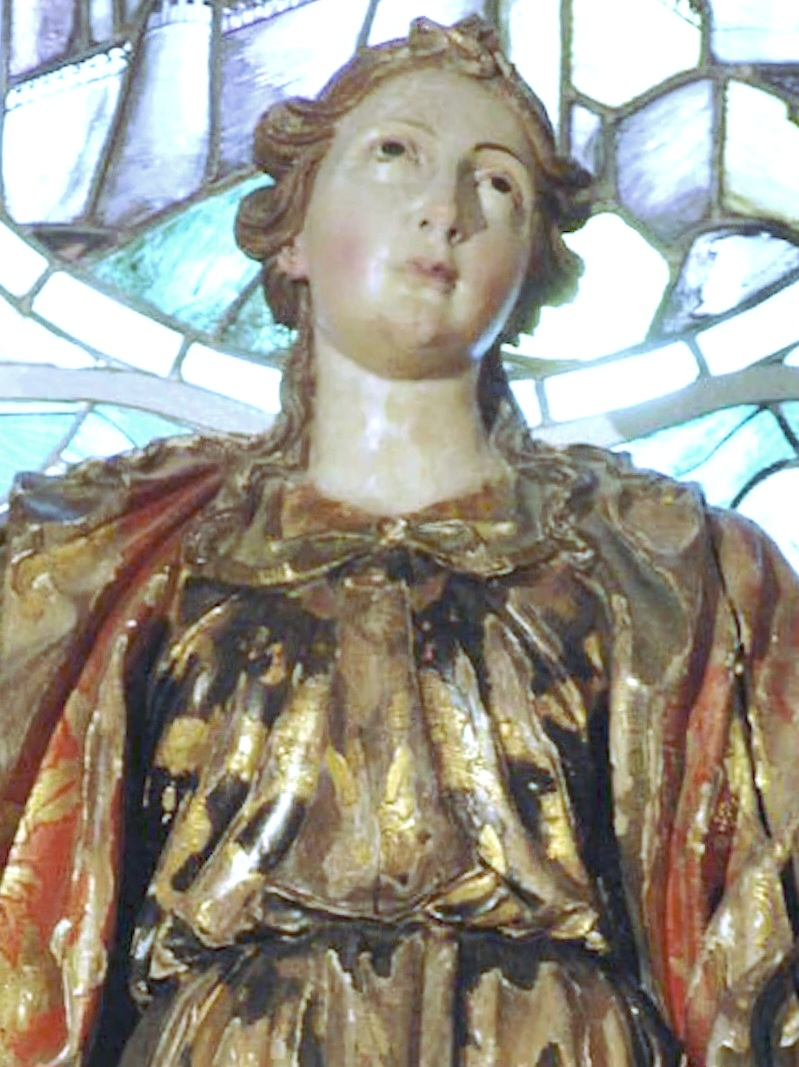
Talla de Santa Catalina.

El retablo está presidido por una imagen colosal de Santa Catalina, considerada una de las obras maestras de Gambino. Antaño la figura se alzaba monumental sobre una elevada peana cuyas volutas ayudaban a reforzar su sentido ascendente a la vez que evocaban el diseño de los elaborados pedestales sobre los que se erigen las imágenes de San Ignacio y San Francisco Javier de la Iglesia de la Compañía de Jesús de Santiago de Compostela,: 332–335  obra del taller de Gregorio Fernández en 1621. La santa carece de su principal atributo, la rueda; se cree que debió perderse en el tiempo que la imagen permaneció oculta en un sótano, hecho que habría provocado no solo la pérdida de esta pieza sino también la desaparición de su mano izquierda, en la que tal vez portaba un libro, mientras que en la derecha sujetaba posiblemente una espada o la palma del martirio.: 701  Pese a ello, se considera que la rueda se correspondería con las descritas por Santiago de la Vorágine en la Leyenda dorada: «Cuatro ruedas cuajadas de agudísimos clavos y de pequeñas sierras dentadas […] instrumento de tortura verdaderamente horroroso». La imagen hace gala de un canon esbelto y gallardo, mostrándose majestuosa al exhibir la cabeza alzada en una pose sensual a la vez que mística, fruto quizá de la descripción dada por Pedro de Ribadeneira: 232  y de las narraciones medievales, en las que se exaltaba la belleza de la mártir: «Catalina, en verdad, era tan extraordinariamente hermosa que cuantos la veían quedaban prendados de su graciosa e incomparable belleza».: 253–254 
En su factura, Gambino siguió fielmente los modelos renacentistas plasmados por Leonardo da Vinci, elaborando el rostro mediante curvas y concavidades entrelazadas del mismo modo que la imagen de la Virgen del Rosario ubicada en el coro alto del Convento de Santa María de Belvís, realizada por el escultor hacia 1761, si bien en la talla de Santa Catalina se ciñó aún más al canon establecido, por lo que la misma carece de la gracia y dulzura presentes en la imagen conventual. La figura de la mártir exhibe un grado de asimetría en ambos lados del rostro considerablemente menor que en otras imágenes del catálogo de Gambino, si bien por otro lado muestra una plasticidad muy superior al prescindir de musculatura y línea firmes, creando una composición de suaves claroscuros, todo ello potenciado por la disposición del cabello, delicadamente recogido y tratado con tanto esmero que los mechones, gracias a la luz, crean trazos sinuosos que contribuyen a aumentar la belleza de la obra mediante el despliegue de curvas del propio cabello y su contraste con las carnaciones.: 110 
La estética de la imagen de Gambino posee tal abanico de estilismos que la misma podría encuadrarse desde los prototipos de Gian Lorenzo Bernini hasta el quehacer de Francisco de Mora, pues en la figura se puede apreciar la entrega total a Cristo: «Él es mi gloria, mi cariño, mi dulzura y el objeto de mis complacencias […] una voz procedente de lo alto que decía: ven, amada mía, esposa mía, ven». El sentimiento de entrega queda reforzado por unos labios carnosos y una mirada que irradia éxtasis al tiempo que dota de grandeza a la obra.: 254  Cabe destacar que la representación del alma a través del rostro fue una de las constantes preocupaciones de Gambino, quien de esta forma deseaba satisfacer el gusto de la época, algo ya presente en el alto barroco y que vincula al escultor con Mateo de Prado y, por ende, con Gregorio Fernández. Sin embargo, el pathos se erige en esta y otras imágenes de Gambino como un elemento claramente diferenciador de la imaginería barroca puesto que el artista optó por no reflejar ningún síntoma del dolor propio del martirio (conocido como «feísmo») que habitualmente se empleaba con el fin de conmover a los fieles para, en su lugar, ofrecer una estampa más dócil y agradable acorde al gusto rococó, motivo por el que existen notables diferencias dentro del propio monasterio entre la imagen de Santa Catalina y, por ejemplo, el relieve de San Pelayo del coro, obra de Prado, y la talla de San Plácido del retablo de San Benito, pieza facturada por Andrés Ignacio Mariño.: 111–112 
En lo tocante a la vestimenta, es posible que Gambino tomase como referentes los dibujos de David Teniers, las estampas de Pieter de Bailliu o las pinturas de Francisco de Zurbarán, cuyas imágenes de santas figuran cubiertas de ropajes de marcado carácter teatral o procesional. La talla se muestra engalanada con ricas prendas que denotan el elevado estatus social de la mártir, quien era hija del rey Coso; el atuendo se compone de una túnica verde brocada, sobretúnica en un tono verde más oscuro y ornamentada con motivos vegetales dorados, y manto rojo estofado, esta última prenda propia de la iconografía de los mártires. Cabe destacar la abultada cenefa de la falda, el pulido de los oros y la elegante y fluida caída del manto por el lado derecho, todo ello señas de identidad del rococó.: 253–254  La vestimenta era empleada por Gambino como recurso para mostrar toda su maestría en la representación de diferentes texturas con el objetivo de lograr la máxima perfección a nivel escultórico; en la talla de Santa Catalina, las prendas, pese a la combinación de diversas formas y tejidos, respetan el sentido unitario del conjunto sometiéndose en todo momento a la composición y a un mismo esquema rítmico: ejemplo de ello son la repetición de los pliegues ascendentes de la túnica en la sobretúnica (con distinta tonalidad y grosor) y el plegado del manto, el cual refuerza el sentido ascensional confluyendo en el rostro de la santa, todo ello destinado a potenciar el diálogo divino.: 115 

#### Maximino

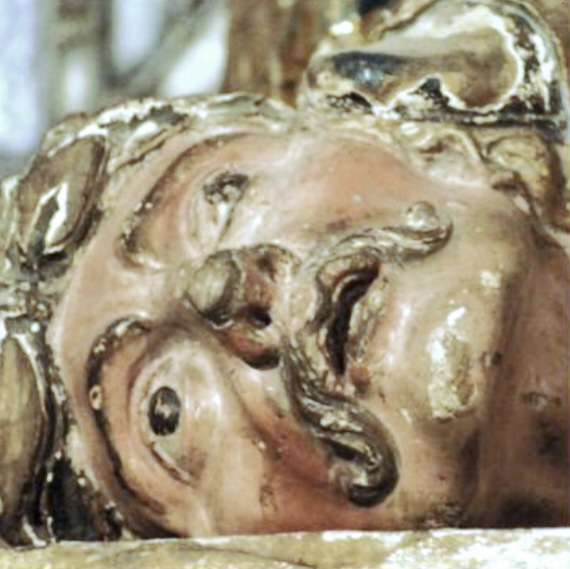
Talla de Maximino.

Como complemento a la imagen de la santa, bajo sus pies se halla la figura del emperador que ordenó su martirio, quien aparece derrotado, «sin poder aducir ni un solo argumento en contra de la doctrina que la joven exponía». Pese a que esta imagen luce turbante, los expertos la identifican como Majencio o Maximino, este último reconocido como el ejecutor de la santa por de la Vorágine:

[…] conviene advertir que cuando Catalina murió eran tres los emperadores que estaban al frente del Imperio: Constantino, que había sucedido en el cargo a su padre; Majencio, hijo de Maximino, proclamado «augusto» por los soldados pretorianos de Roma; y, finalmente, Maximino, que con el título de «césar», ejercía funciones imperiales en Oriente. De las crónicas se infiere que, cuando Catalina vivía, gobernaban el Imperio y ejercían su tiranía sobre los cristianos Majencio en Roma y Maximino en las provincias orientales. Parece, pues, que quien mandó martirizar a santa Catalina fue Maximino. Cierto que en algún libro se lee fue Majencio, pero en opinión de varios comentaristas se trata de un error debido a que el autor de tal libro, equivocadamente o por descuido, donde debió escribir Máximo escribió Majencio.: 254 

La talla de Maximino simboliza aquí el paganismo que la santa venció mediante el empleo de la dialéctica, quedando las diferencias entre ambos personajes resaltadas por el tratamiento plástico: si en la mártir las líneas son suaves y redondeadas para dotar de gracia y belleza a la figura, en Maximino estas líneas son angulosas y firmes, configurando su rostro como una composición grotesca de potentes claroscuros que ayudan a potenciar su fealdad al tiempo que hacen palpable su maldad. En esta imagen Gambino llegó al extremo de satirizar su propio estilo mediante la exageración tanto de la estructura como del modelado, convirtiendo al personaje en una caricatura. La fealdad con la que el artista dotó a ciertas imágenes variaba sin embargo en función de la época en la que se encontraba, motivo por el que se aprecian diferencias entre esta representación del emperador y la presente en el relieve de Santa Catalina del pazo de Oca, realizada entre 1750 y 1751, la cual muestra un pómulo muy abultado y con el arco esférico que lo une a la mejilla muy exagerado, seña de identidad de Gambino que el escultor imprimió en su imaginería en la década de 1750. A mayores, destaca el marcado contraste existente entre la estilizada figura de la santa y la deformidad y desproporción anatómica de Maximino, quien a diferencia de la mártir no posee el «canon de las ocho cabezas», aparte de que la fuerte torsión de su cuerpo retorcido dota de mayor elegancia a la forma serpenteante de la pausada imagen de la santa. Por último, es preciso destacar el grado de naturalismo que Gambino aporta a la figura del emperador, pues no solo se limita a mostrar su cabeza como atributo ya que el hecho de posicionarlo bajo la santa lo iguala a las representaciones de Lucifer en la típica iconografía de San Miguel, de modo que Maximino queda configurado no solo como un ser derrotado, sino como la herejía que la mártir logró aplastar, detalle igualmente presente en la imagen de San Miguel tallada hacia 1763 por Pedro de Romay para la compostelana Capilla de San Roque.: 111–112 

#### Santo Domingo
En lo que atañe a la otra imagen del retablo, ubicada en el único nicho del ático, esta consiste en una talla de Santo Domingo, pieza de finales del siglo xviii que al parecer no fue ejecutada para ocupar dicho emplazamiento, aunque una serie de circunstancias podrían sugerir lo opuesto. El tamaño de la figura resulta demasiado pequeño para presidir la hornacina, aunque sus dimensiones podrían justificarse con la supuesta desaparición del pedestal sobre el que posiblemente se hallaba dispuesta del mismo modo que la imagen titular, pérdida que podría haber tenido lugar a raíz de los cambios de titularidad que experimentó el retablo. A nivel iconográfico, ambos santos no guardan ninguna relación más allá de que la mártir comparte su nombre con Santa Catalina de Siena, quien vivió desposorios místicos con el Niño Jesús similares a los de la santa alejandrina además de estar fuertemente ligada a Santo Domingo. Sumado a lo anterior, la policromía de la imagen del fraile, austera y sin apenas dorados, únicamente presentes en los ribetes del manto y el escapulario, contrasta notablemente con la riqueza cromática y los estofados de la imagen titular, aunque dicha diferencia podría haber sido deliberada con el fin de que el espectador centrase su atención en la talla de Santa Catalina, un recurso poco habitual aunque no extraordinario. Independientemente de estos detalles, la imagen de Santo Domingo constituye probablemente una obra de taller en la que se puede apreciar el quehacer del entorno de Gambino: las facciones, el volumen y los perfiles de la cabeza son similares a los de la talla de San José del compostelano Convento del Carmen de Arriba, mientras que la caída de los ojos guarda relación con la figura de San Roque de la capilla homónima, también en Compostela, resultando los drapeados de los ropajes muy parecidos a los de varias imágenes de santos franciscanos ubicadas en el Convento de San Antonio de Herbón.: 255  Teniendo en cuenta estas características, Xoán Xosé Mariño atribuyó la imagen en 1991 a José Ferreiro,: 68  yerno de Gambino y autor de numerosas tallas bajo idéntica advocación similares a esta, aunque todas ellas reproducen con mayor o menor fidelidad la figura de Santo Domingo emplazada en la Basílica de San Pedro de Roma, obra de Pierre Legros.: 255 